# Джей Расселл
Джей Расселл (англ. Jay Russell) (*10 січня 1960, Арканзас, США) — американський кінорежисер, сценарист та виконавчий продюсер. У 1984 році закінчив Колумбійський університет (за освітою сценарист та режисер).

## Кінофільми
- 1987 — Кінець лінії
- 1990 — Вулиця Мінні
- 1992-1995 — Дивовижна Америка
- 2000 — Мій пес Скіп
- 2002 — Безсмертні (англ. Tuck Everlasting)
- 2004 — Вогняна драбина
- 2007 — Водяний кінь: легенда глибин
- 2011 — англ. Whole Lotta Sole